# Parafia Matki Bożej Częstochowskiej w Jabłonce
Parafia Matki Bożej Częstochowskiej w Jabłonce – parafia rzymskokatolicka należąca do dekanatu Grabownica, w archidiecezji przemyskiej.

## Historia
W 1468 roku pojawiła się pierwsza wzmianka o Jabłonce. W latach 1936–1939 staraniem Antoniego Kraińskiego, właściciela ziemskiego w Jabłonce, zbudowano drewniany kościół modrzewiowy w stylu zakopiańskim, według projektu arch. Bogdana Tretera
. Kościół jest w styl narodowym drewnianej architektury okresu międzywojennego, wzorowany na kościołach podhalańskich. W 1940 roku kościół poświęcono.
15 listopada 1948 roku dekretem bpa Franciszka Bardy została erygowana ekspozytura, z wydzielonego terytorium parafii Dydnia.
Na terenie parafii jest 1680 (w tym: Jabłonka – 1100, Wydrna – 580).
Proboszczowie parafii:
1948–?. ks. Jan Dołowy (ekspozyt)
1951–?. ks. Józef Drabik (ekspozyt).
1959– ks. Józef Węgrzyniak (ekspozyt).
1975–1985. ks. Stanisław Guzik.
ks. Roman Cieśla.
2010– nadal ks. Bogusław Zajdel.

## Kościół filialny
W 1897 roku w Wydrnej zbudowano murowany kościół. W 1977 roku wieś przydzielono do parafii w Jabłonce. Po rozbudowie w 1978 roku kościół poświęcono ponownie. Po rozebraniu kościoła, na jego miejscu zbudowano nowy murowany kościół, który w 1994 roku poświęcono pw. Nawiedzenia Najświętszej Maryi Panny.

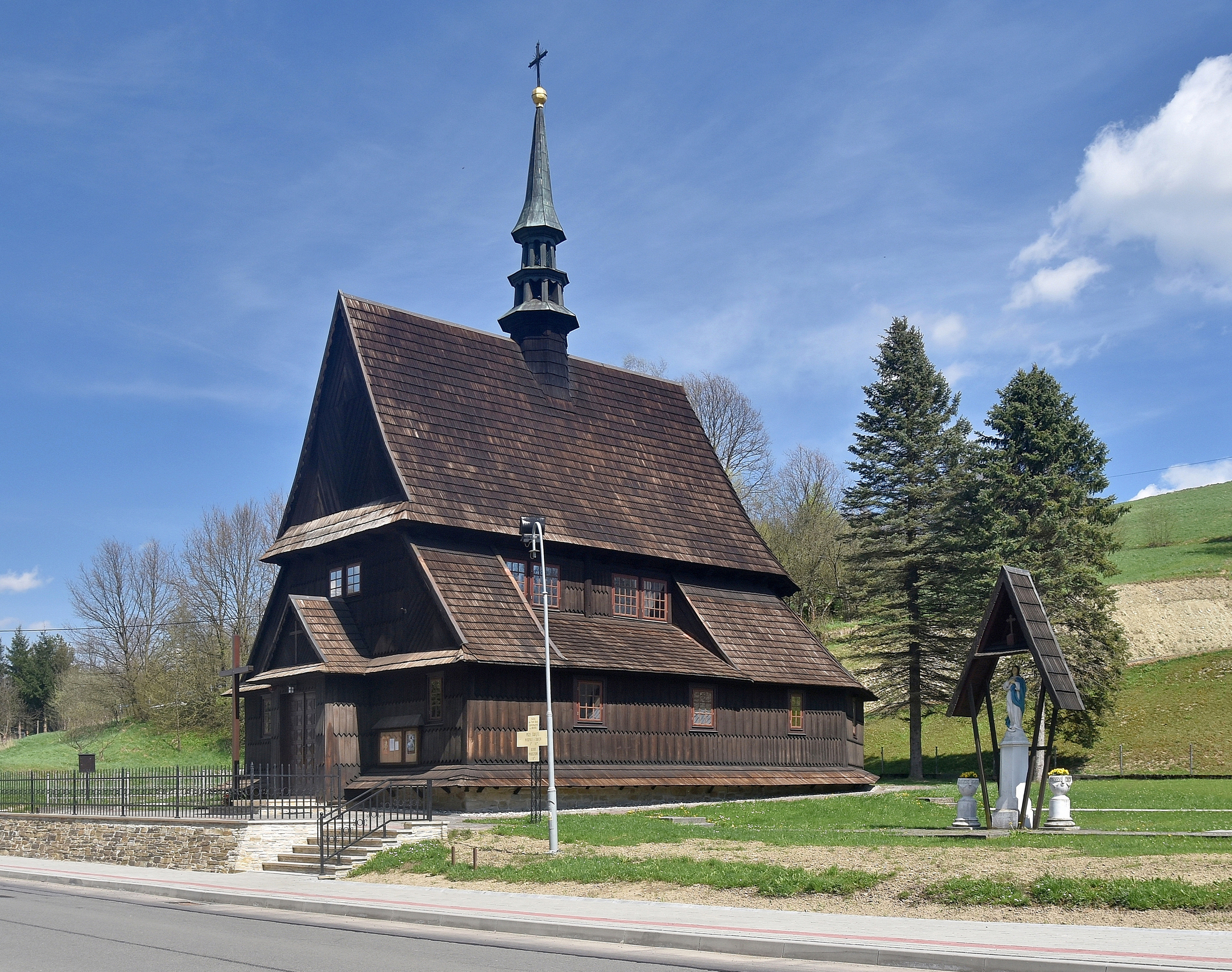
Stary kościół w Jabłonce
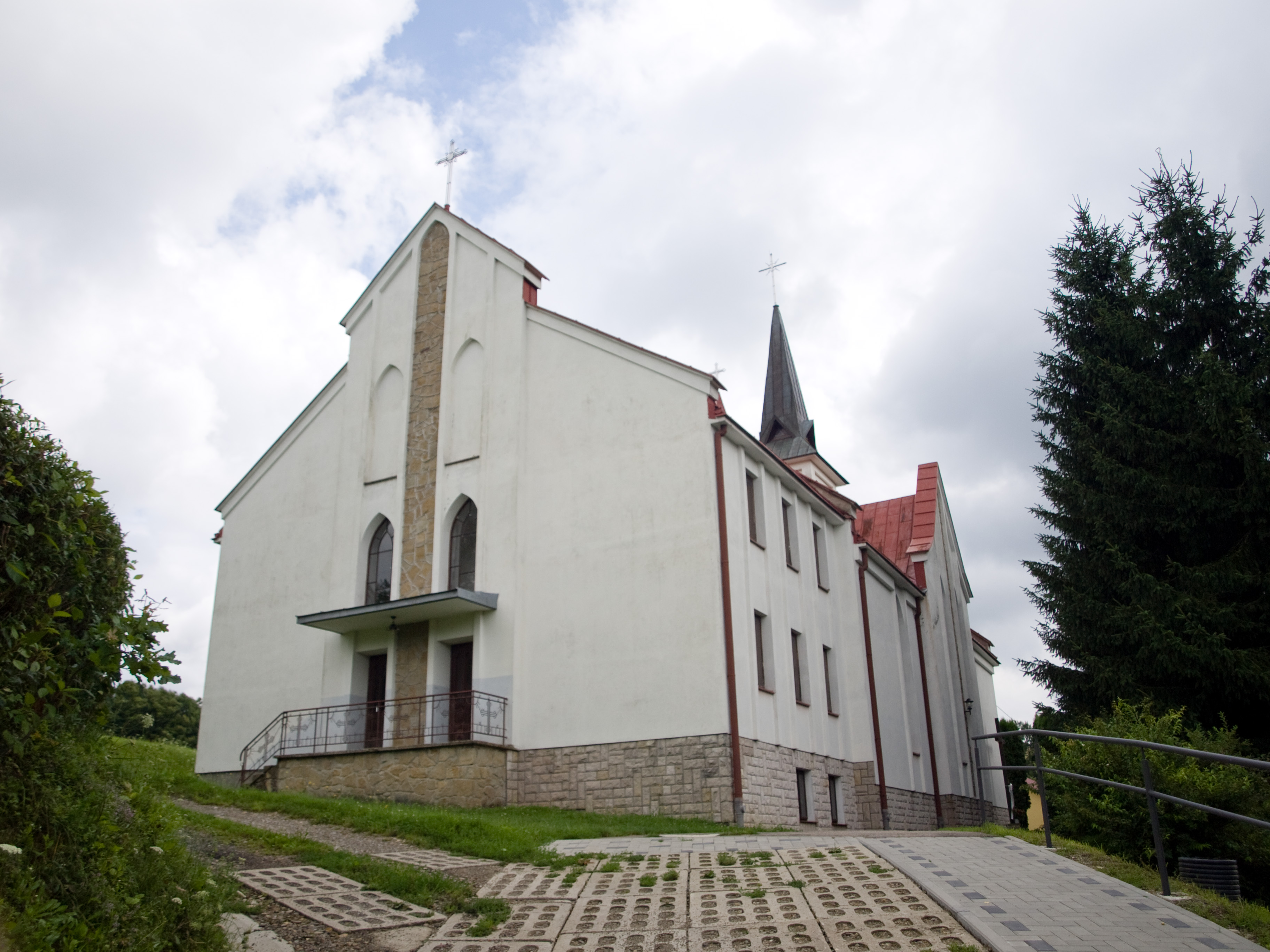
Kościół filialny w Wydrnej